# Sandra Seyfferth
Sandra Seyfferth (* 1. Oktober 1992 in Grimma) ist eine deutsche Volleyball- und Beachvolleyballspielerin.

## Karriere Halle
Sandra Seyfferth begann mit dem Hallenvolleyball in ihrer Heimatstadt und spielte später beim VV Grimma in der Zweitligamannschaft. Im Jahr 2007 wechselte die Außenangreiferin ins Juniorenteam des VC Olympia Dresden, wo sie weiterhin in der 2. Bundesliga aktiv war. Mit dem Dresdner SC gewann sie 2010 die Deutsche U20-Meisterschaft. Seit der Saison 2012/13 spielt sie mehrmals wieder für ihren alten Verein VV Grimma in der 2. Bundesliga Süd/Pro.

## Karriere Beach
Seit 2007 war Sandra Seyfferth auch im Beachvolleyball aktiv. Zunächst spielte sie mit verschiedenen Partnerinnen auf Jugendmeisterschaften, auf der Smart Beach Tour und anderen nationalen Turnieren. Mit Isabel Schneider als Partnerin landete sie 2009 bei der U19-Weltmeisterschaft in Alanya auf Platz 19 und 2010 bei der U20-Europameisterschaft in Catania auf Platz fünf. Im selben Jahr gelang ihr mit der Kielerin Anna Behlen ebenfalls ein fünfter Platz bei der U19-Weltmeisterschaft in Porto. An der Seite von Kim Behrens wurde sie 2011 Vierte bei der U20-Europameisterschaft in Tel Aviv.
Im Jahr 2012 bildete sie zunächst mit Anni Schumacher ein Duo und nahm auch an der Europameisterschaft in Den Haag teil. Später spielte sie wieder mit Anna Behlen und belegte bei den deutschen Meisterschaften in Timmendorfer Strand Platz 13. Im Anschluss daran landete Seyfferth zusammen mit Anika Krebs bei der U21-Weltmeisterschaft im kanadischen Halifax auf dem fünften Platz.
Seit 2013 spielte Sandra Seyfferth wieder mit Kim Behrens zusammen. Die beiden Abwehrspezialistinnen erreichten Platz fünf bei der U22-Europameisterschaft in Warna und Platz neun bei den deutschen Meisterschaften. Im Jahr 2014 wurden Seyffert/Behrens in Porto Studentenvizeweltmeisterinnen und belegten bei den deutschen Meisterschaften erneut Platz neun.
Seit Ende 2014 spielte Seyfferth wieder mit Anni Schumacher und wurde bei den Deutschen Meisterschaften 2015 Siebente. 2016 war Katharina Culav und 2017 Leonie Körtzinger ihre Partnerin. Danach beendete Seyfferth ihre Beach-Karriere.

## Berufliches
Sandra Seyfferth studiert in Hamburg für das Grundschullehramt.